# Садистские стишки
Садистские стишки — жанр современного русского «черного» юмористического фольклора. Стишки представляют собой четверостишия с попарно рифмующимися строчками (реже — двустишия), чаще всего в дактиле, в которых рассказывается о гибели или получении увечий главным персонажем, причём обычно в результате некоего техногенного воздействия.
По своей форме и своему содержанию эти стишки (жанр, близкий к прозаическим «страшилкам»), появившиеся в 70-х годах XX века, принципиально отличаются от обычных анекдотов. Как и частушки, они имеют стихотворную форму и целиком укладываются в четыре, а реже — в две строки. Необычной, парадоксальной концовки, как правило, не имеют. Кончаются трагическим событием, представленным в нарочито лёгкой форме, что создаёт впечатление абсурда. Главными героями в большинстве садистских стишков, как правило, выступают «маленький мальчик» или «девочка». Популярны садистские анекдоты в детской среде.

## История

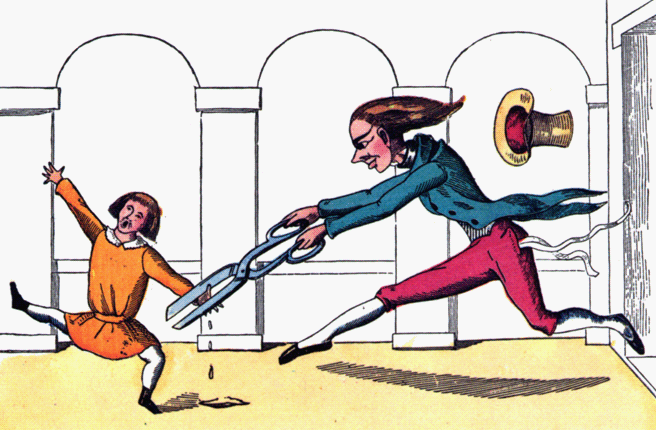
Портной ножницами отрезает большие пальцы рук мальчику, привыкшему сосать большой палец. Иллюстрация к стихам в книжке «Стёпка-Растрёпка» (1845).

Возникновение жанра садистских стишков в русской культуре исследователи связывают с переводами «Стёпки-Растрёпки» и назидательными стихами Вильгельма Буша, которые были очень популярны в дореволюционной России. Определённое влияние на становление жанра оказало и творчество поэтов-обэриутов. Последним важным фактором в оформлении жанра стало активное муссирование темы войны и ужасов фашизма в 1960-е годы. Ещё одним источником материала для стишков стал школьный пародийный фольклор (переделки классических литературных произведений, популярных песен и т. д.).
По одной версии, в современном виде жанр создал Игорь Мальский, который с несколькими товарищами по ЛГУ организовал в Старой Деревне «Коммуну имени Жёлтой подводной лодки» — один из самых известных впоследствии очагов контркультуры хиппи. Именно там в 1977 году родился этот новый жанр протестной литературы. Первые четыре садистских стишка написал сам Мальский. По другой версии, автором первой стихотворной страшилки был Олег Григорьев («Я спросил электрика Петрова…»).
Садистские стишки отличаются большой вариативностью сюжетов, а также вариантов одного и того же сюжета и даже одного и того же четверостишия. Немалая часть садистских стишков представляет собой пародии на правила техники безопасности и иллюстрацию трагических последствий вопиющего нарушения этих правил. Имеется тенденция к «модернизации» данных стишков, обусловленная техническим прогрессом.

## Примеры
Маленький мальчик нашёл пулемёт.

Больше в деревне никто не живёт,

Только лишь старая бабка Матрёна,

Но на неё не хватило патрона.
Девочка в поле лимонку нашла.

«Что это, дядя?» — спросила она.

«Дёрни колечко!» — ей дядя сказал.

Долго над полем бантик летал.
Девочка в поле бритву нашла,

«Что это?» — у папы спросила она.

Папа ответил: «Губная гармошка»…

… Все шире и шире улыбка у крошки!
Маленький мальчик нашёл ананас,

Им оказался немецкий фугас.

Вымыл он ручки и сел за стол есть…

Череп нашли километров за шесть.
Дочка у мамы просила конфетку.

Мама сказала: «Сунь пальцы в розетку».

Быстро обуглились детские кости.

Долго смеялись над шуткою гости.
Дети в подвале играли в гестапо:

Зверски замучен сантехник Потапов.

Ноги и руки прибиты к затылку,

Но он не выдал, где спрятал бутылку.